# Wang Mingjuan
Wang Mingjuan (Yongzhou, 11 ottobre 1985) è una sollevatrice cinese, vincitrice della medaglia d'oro a Londra 2012 e quattro volte campione mondiale.

## Palmarès
- Giochi olimpici

Londra 2012: oro nei 48 kg.
- Campionati mondiali

Varsavia 2002: oro nei 48 kg;
Vancouver 2003: oro nei 48 kg;
Doha 2005: oro nei 48 kg;
Goyang 2009: oro nei 48 kg.
- Giochi asiatici

Doha 2006: oro nei 48 kg;
Guangzhou 2010: oro nei 48 kg.
- Campionati asiatici

Kanazawa 2008: oro nei 48 kg.